# Hemerotrecha steckleri
Hemerotrecha steckleri är en spindeldjursart som beskrevs av Muma 1951. Hemerotrecha steckleri ingår i släktet Hemerotrecha och familjen Eremobatidae. Inga underarter finns listade i Catalogue of Life.